# F.E.N.
F.E.N. és una pel·lícula espanyola estrenada el 1980. F.E.N. és l'acrònim de Formación del Espíritu Nacional, una assignatura obligatòria durant el franquisme. És l' opera prima d'Antonio Hernández, director i guionista.

## Argument
Durant un temps Octavio i Francisco dirigeixen un col·legi religiós, hi porten sotana però no són religiosos, i els veritables sacerdots, Alfredo, Domingo i Jesús, els han d'obeir. Com a venjança per les vexacions patides durant la seva etapa escolar, els fan assistir a l'escola com si fossin nens, els castiguen ferotgement.

## Repartiment
| Actor                   | Paper    |
| ----------------------- | -------- |
| Héctor Alterio          | Alfredo  |
| José Luis López Vázquez | Domingo  |
| Joaquín Hinojosa        | Octavio  |
| José María Muñoz        | Paco     |
| Luis Politti            | Jesús    |
| Laura Cepeda            | Lola     |
| Mary Carrillo           | Sonsoles |
| May Heatherly           | Maruja   |